# Мартін Ласарте
Мартін Ласарте (ісп. Martín Lasarte, нар. 20 березня 1961, Монтевідео) — уругвайський футболіст, що грав на позиції захисника. По завершенні ігрової кар'єри — тренер.

## Ігрова кар'єра
Народився 20 березня 1961 року в місті Монтевідео. Вихованець футбольної школи клубу «Рентістас». Дорослу футбольну кар'єру розпочав 1980 року в основній команді того ж клубу, в якій провів шість сезонів. У другій половині 1980-х грав за «Сентраль Еспаньйол», «Рампла Хуніорс» та «Насьйональ». У складі останнього 1988 року став володарем Кубка Лібертадорес та Міжконтинентального кубка.
1989 року був запрошений до іспанського «Депортіво» (Ла-Корунья), кольори якого захищав протягом трьох сезонів. Був гравцем основного складу команди з Ла-Коруньї, провівши за нею понад 100 матчів іспанської першості.
Повернувшись 1993 року на батьківщину, де грав за «Дефенсор Спортінг» і «Рентістас», а протягом 1996–1997 років закінчував кар'єру виступами за клуб  «Рампла Хуніорс».

## Кар'єра тренера
У 1996–1997 роках завершував ігрову кар'єру як граючий тренер «Рампла Хуніорс», після чого зосередився на тренерській роботі, працюючи з камандами «Рентістас», «Белья Віста», еміратським «Аль-Васлом» і «Рівер Плейтом» (Монтевідео).
2005 року очолив тренерський штаб команди «Насьйональ», яку двічі, у 2005 і 2006, приводив до перемоги в уругвайській першості.
Пізніше також тренував колумбійський «Мільйонаріос», «Данубіо», іспанський «Реал Сосьєдад», чилійські «Універсідад Католіка» та «Універсідад де Чилі», а також єгипетський «Аль-Аглі», який 2019 року приводив до перемоги у чемпіонаті Єигпту.
У січні 2021 року очолив тренерський штаб національної збірної Чилі. Під його керівництвом чилійці брали участь у Кубку Америки 2021, де вибули з боротьби на стадії чвертьфіналів, мінімально (0:1) поступившись господарці турніру, збірній Бразилії. Не зумівши вийти на Чемпіонат світу 2022, був звільнений з посади.

## Титули і досягнення

### Як гравця
- Володар Кубка Лібертадорес (1):

«Насьйональ»: 1988
- Володар Міжконтинентального кубка (1):

«Насьйональ»: 1988

### Як тренера
- Чемпіон Уругваю (3):

«Насьйональ»: 2005, 2005-2006, 2016
- Чемпіон Чилі (1):

«Універсідад де Чилі»: 2014 (А)
- Володар кубка Чилі (1):

«Універсідад де Чилі»: 2015
- Володар суперкубка Чилі (1):

«Універсідад де Чилі»: 2015
- Чемпіон Єгипту (1):

«Аль-Аглі»: 2018-2019
- Володар Суперкубка Уругваю (1):

«Насьйональ»: 2025